# Euthalia exarchus
Euthalia exarchus är en fjärilsart som beskrevs av Hans Fruhstorfer 1914. Euthalia exarchus ingår i släktet Euthalia och familjen praktfjärilar. Inga underarter finns listade i Catalogue of Life.